# جوزيف شميت (ملحن)
جوزيف شميت (بالألمانية: Joseph Schmitt)‏ هو موزع وملحن ألماني، ولد في 18 مارس 1734 في غيرنسهايم في ألمانيا، وتوفي في 28 مايو 1791 في أمستردام في هولندا.

## وصلات خارجية
- جوزيف شميت على موقع ميوزك برينز (الإنجليزية)
- جوزيف شميت على موقع ديسكوغز (الإنجليزية)